# Borrisoleigh
Borrisoleigh är en ort i republiken Irland.   Den ligger i provinsen Munster, i den centrala delen av landet, 130 km sydväst om huvudstaden Dublin. Borrisoleigh ligger 99 meter över havet och antalet invånare är 708.
Terrängen runt Borrisoleigh är platt österut, men västerut är den kuperad. Runt Borrisoleigh är det ganska glesbefolkat, med 34 invånare per kvadratkilometer. Närmaste större samhälle är Thurles, 12,8 km sydost om Borrisoleigh. Trakten runt Borrisoleigh består i huvudsak av gräsmarker.